# 부여 의열사비
부여 의열사비(扶餘 義烈祠碑)는 대한민국 충청남도 부여군에 있는 비석이다. 1976년 1월 8일 충청남도의 유형문화재 제46호로 지정되었다.

## 개요
의열사의 건립과정과 그곳에 모신 인물에 관한 내용을 기록한 비이다. 의열사는 조선 선조 8년(1575) 부여현감 홍가신에 의해 건립된 것으로, 선조 10년(1577)에 임금이 이름을 지어 현판을 내렸다.
비의 형태는 네모진 바닥돌 위에 비몸을 세우고 지붕돌을 올린 모습이다. 비문의 내용에 의하면 이 고장 출신이었던 백제의 3충신(忠臣)인 성충, 흥수, 계백과 고려시대에 신돈을 탄핵하다가 물러난 이존오의 공로가 후대에 전해지지 않음을 안타깝게 여긴 홍가신이 사당을 지어 이들을 모시게 되었다고 한다. 후에는 조선시대의 정택뢰, 황일호를 모셨다는 내용도 적혀 있다.
경종 3년(1723)에 비를 세웠는데, 원래는 부여군 용정리 망월산에 있던 것을, 1971년 사당과 함께 지금의 자리로 옮겨왔다.

## 현지 안내문
이 비는 의열사가 조선 선조 8년(1575년) 부여현감 홍가신에 의하여 건립되어 백제 충신인 성충, 홍수, 계백과 고려 충신 이존오를 배향하고, 후에 조선시대의 현사 정택뢰, 황일호 선생을 추배하였다는 내용을 수록한 비이다. 비는 이간이 쓴 것으로 경종 3년(1723년)에 세워졌으며 1971년 부여읍 용정리 망월산에서 사우와 함께 현 위치로 옮겨진 것이다.

## 같이 보기
- 의열사 - 충청남도의 문화재자료 제114호

## 참고 자료
- 의열사비 - 국가유산청 국가유산포털